# Kryptovirologie
Kryptovirologie zkoumá možnosti využití kryptografického softwaru počítačovými viry. Může být použita v hackerském a virovém smyslu k útokům založeným na vydírání, které pak vedou ke ztrátě přístupu k informacím, k úniku informací, tedy k tomu, čemu většinou kryptologie naopak zabraňuje. Útoky s použitím kryptografie mohou vést i ke tvorbě škodlivého softwaru (počítačový virus, trojský kůň atd.). Pokud má člověk znalosti z kryptologie, není pro něho problém vytvořit a implementovat nebezpečnou novou třídu virů tzv. kryptoviry. Zajímavé to je u algoritmů, které používají veřejný a privátní klíč. Privátní klíč zná pouze autor viru a samotný vir šifruje pomocí veřejného klíče. Aby bylo možné data šifrovat, je nutné mít privátní klíč. Vir ho však nevyžaduje a pokud napadený uživatel data nutně potřebuje, nemá moc možností. Buď doufat, že privátní klíč bude odtajněn, nebo přistoupit na dohodu s autorem viru.
Technologie polymorfismu, virů typu stealth, mutačních strojů a tunelujících virů jsou nejlepšími prostředky pro vyhnutí se detekci v systémech, ve kterých běží antivirové programy.

## Kryptoviry
Kryptoviry, které se zdají, že odrážejí snahu zůstat rezidentní po detekci, jsou počítačové viry One_Half, virus KOH, virus LZR a trojský kůň AIDS Information.
Virus OneHalfVirus pochází ze Slovenska z roku 1994. Používá symetrické šifrování (XOR). Podrobnosti jsou uvedeny v samostatném článku.
Virus KOHVirus vznikl v USA / Mexiku v roce 1993. Jeho autor je The King Of Hearts. Virus KOH šifruje data hostitele algoritmem IDEA (neboli International Data Encryption Algorithm). Šifrovací algoritmus IDEA byl vyvinut ve Švýcarsku, jeho autoři jsou Xuejia Lai a James Massey. I když IDEA používá symetrické klíče, je používán v PGP jako hlavní šifrovací metoda. RSA, který je pomalejší, je totiž použit pouze na zakódování klíče pro IDEA, v němž je pak zakódována samotná zpráva. IDEA je jednou z mnoha variant symetrického šifrování a zatím není známo, že by byla rozluštěna metodou hrubé síly.
Virus LZRVirus přebírá kontrolu nad čtením a zápisy na pevný disk použitím relativně neznámého systémového volání. Zapisuje informace o opravě chyb na disk i s daty, i když oprava chyb nebyla systémem opravena. Jestliže je virus odstraněn, virová rutina nebude aktivována a informace na disku nebudou použitelné. K odstranění viru se musí všechny poškozené soubory zkopírovat a pak lze virus odstranit antivirovým programem bez ztráty dat.
Trojský kůň AIDS InformationTento trojský kůň AIDS Information není virus, ale má vlastnosti podobné vlastnostem viru. Poskytuje informace o riziku setkání se s nositelem AIDS a asi po devadesáti restartech zašifruje uživatelův pevný disk. Uživatel je pak informován, že musí zaplatit poplatek za dešifrovací klíč.

## Útok kryptoviru
Autor napíše kryptovirus s implementovanou asymetrickou šifrou a libovolnou cestou jej rozšíří, pokud nejde o cílený útok. Hned po infekci a zašifrování hostitelských dat kryptovirus upozorní uživatele a vyzve ho, aby kontaktoval autora viru. Jakmile se uživatel ozve, autor viru požaduje výkupné za soukromý klíč. Se soukromým klíčem lze dešifrovat soubory a dostat svoje data zpět. Uživatel, který dostal soukromý klíč, může dál tento klíč publikovat.

## Doporučená protiopatření
Jedním způsobem lze svůj počítač chránit pomocí antivirových programů. Prvním krokem je použití softwaru pro detekci virů před jejich infiltrací do systému anebo bezprostředně po ní. Mezi další opatření patří antivirové blokery a kontrola integrity souborů a systémových oblastí. Další je ochrana přístupu do počítače, šifrování firemních disket a znemožnění přinášení neautorizovaného softwaru, bezpečná komunikace a autorizace přenášených dat.